# کلاته آقانبی
کلاته آقانبی، روستایی از توابع بخش مرکزی شهرستان بجنورد در استان خراسان شمالی ایران است.

## جمعیت
این روستا در دهستان بدرانلو قرار دارد و براساس سرشماری مرکز آمار ایران در سال ۱۳۸۵، جمعیت آن ۳۳۸ نفر (۸۴ خانوار) بوده‌است.

## زبان
زبان مردم کلاته آقانبی کردی است و مردم آن کرد هستند.